# Равенна (Мічиган)
Равенна (англ. Ravenna) — селище (англ. village) в США, в окрузі Маскігон штату Мічиган. Населення — 1308 осіб (2020).

## Географія
Равенна розташована за координатами 43°11′17″ пн. ш. 85°56′28″ зх. д. / 43.18806° пн. ш. 85.94111° зх. д. (43.187995, -85.941183).  За даними Бюро перепису населення США в 2010 році селище мало площу 3,15 км², з яких 3,14 км² — суходіл та 0,00 км² — водойми.

## Демографія
Згідно з переписом 2010 року, у селищі мешкало 1219 осіб у 454 домогосподарствах у складі 325 родин. Густота населення становила 387 осіб/км².  Було 476 помешкань (151/км²).
Расовий склад населення:
| - 94,0 % — білих - 0,7 % — корінних американців - 0,2 % — чорних або афроамериканців - 3,4 % — осіб інших рас |

До двох чи більше рас належало 1,7 %. Частка іспаномовних становила 6,4 % від усіх жителів.
За віковим діапазоном населення розподілялося таким чином: 29,0 % — особи молодші 18 років, 57,5 % — особи у віці 18—64 років, 13,5 % — особи у віці 65 років та старші. Медіана віку мешканця становила 35,2 року. На 100 осіб жіночої статі у селищі припадало 96,0 чоловіків;  на 100 жінок у віці від 18 років та старших — 90,9 чоловіків також старших 18 років.
Середній дохід на одне домашнє господарство  становив 56 325 доларів США (медіана — 46 286), а середній дохід на одну сім'ю — 63 925 доларів (медіана — 57 321). Медіана доходів становила 40 625 доларів для чоловіків та 39 559 доларів для жінок. За межею бідності перебувало 7,6 % осіб, у тому числі 6,8 % дітей у віці до 18 років та 11,1 % осіб у віці 65 років та старших.
Цивільне працевлаштоване населення становило 485 осіб. Основні галузі зайнятості: освіта, охорона здоров'я та соціальна допомога — 31,8 %, виробництво — 24,5 %, роздрібна торгівля — 12,6 %, будівництво — 6,0 %.